# Ружицький Олександр Антонович
Олександр Антонович Ружицький (4 січня 1938, село Малишівка, тепер Козятинського району Вінницької області — 18 січня 2017, місто Черкаси) — український політик часів УРСР, перший секретар Черкаського обкому КПУ. Кандидат у члени ЦК КПУ в 1986—1990 роках. Член ЦК КПУ в 1990—1991 роках. Член Центральної контрольної комісії КПРС в 1990—1991 роках. Депутат Верховної Ради УРСР 11-го скликання. Народний депутат СРСР (1989—1991).

## Життєпис
У 1960 році закінчив Уманський сільськогосподарський інститут.
У 1960—1961 роках — головний агроном колгоспу «Жовтень» Миколаївської області.
Член КПРС з 1961 року.
У 1961—1962 роках — 1-й секретар Єланецького районного комітету ЛКСМУ Миколаївської області.
У 1962—1964 роках — заступник голови колгоспу імені Леніна Новоодеського району Миколаївської області.
У 1964—1965 роках — секретар комітету ЛКСМУ Новоодеського виробничого колгоспно-радгоспного управління сільського господарства Миколаївської області.
У 1965—1970 роках — 2-й секретар Новоодеського районного комітету КПУ Миколаївської області. У 1970—1975 роках — 1-й секретар Новоодеського районного комітету КПУ Миколаївської області.
У 1975—1982 роках — інспектор ЦК КПУ. У 1979 році закінчив заочно Вищу партійну школу при ЦК КПУ.
4 листопада 1982 — 6 лютого 1988 року — 2-й секретар Хмельницького обласного комітету КПУ.
До вересня 1988 року — інспектор ЦК КПРС.
У вересні 1988 — серпні 1991 року – 1-й секретар Черкаського обласного комітету КПУ.
1989 року обраний народним депутатом СРСР по Звенигородському територіальному виборчому округу Черкаської області.
У квітні 1990 — березні 1991 року – голова Черкаської обласної ради народних депутатів.
У 1991—1998 роках — начальник Управління сільського господарства Черкаської області. У 1998 році — керівник секретаріату Черкаської обласної ради. До останніх років свого життя займався активною громадською діяльністю.

## Нагороди
- два ордени Трудового Червоного Прапора
- два ордени «Знак Пошани»
- ювілейна медаль «25 років незалежності України».[1]
- Почесна грамота Президії Верховної Ради Української РСР (30.12.1987)
- Відзнака Президента України (2016)
- Почесна грамота Голови Верховної Ради України (2003)